# راشد الخياري
راشد الخياري، سياسي تونسي من مواليد 3 أبريل 1983، شغل عضوية مجلس نواب الشعب عن دائرة منوبة الانتخابية بين نوفمبر 2019 و30 مارس 2022.

## السيرة
يعرف راشد الخياري نفسه على صفحته الرسمية بفيسبوك بأنه «إعلامي وصحفي ونائب بمجلس نواب الشعب»، وهو من مواليد 3 ابريل 1983، أصيل ولاية نابل (شمال شرقي البلاد) كما أنه حاصل على دبلوم جامعي في الدراسات الإسلامية.
تقول وسائل إعلام، أن «الخياري بدأ حياته المهنية في الإنشاد الديني، وكوّن فرقة موسيقية في هذا المجال، وذاع صيته  عند انشغاله بالتدوين على مواقع التواصل الاجتماعي، واشرافه على موقع "الصدى" الإخباري، الذي ركز الاهتمام على قضايا مثيرة للجدل، أغلبها يصب في أجندة التيارات الإسلامية».
منذ دخوله البرلمان عام 2019، دخل راشد الخياري في صراع مع معارضي التيار الإسلامي مثل عبير موسي وكتلتها بالبرلمان. ولاحقا، دخل في صراع أكبر مع رئيس الجمهورية قيس سعيد الذي سبق وان دعمه في الدور الثاني من الانتخابات الرئاسية 2019، حيث اتهم الخياري سعيد بتلقي تمويلات اجنبية.

## المسيرة السياسية

### ما بعد الثورة
بدأ الظهور الفعلي لراشد الخياري على الساحة الإعلامية بعد ثورة 2011، حيث كان مدونا على مواقع التواصل الإجتماعي وموقع «الصدى» الإخباري الذي يتولى رئاسة تحريره.
عام 2016، انتقدت منظمة هيومن رايتس ووتش إحالة الخياري على أنظار النيابة العسكرية في تونس بتهم تتعلق بـ«التشهير بسمعة الجيش وتقويض الروح المعنوية له» وذلك على اثر تصريحات أدلى بها راشد الخياري تتعلق باتفاق يسمح للولايات المتحدة بإقامة قاعدة عسكرية في تونس، مقتبسا مقالا لـ «واشنطن بوست» بتاريخ 26 أكتوبر 2016، ينسب المعلومات إلى مسؤولين أمريكيين لم تُذكر أسماؤهم. الأمر الذي نفاه آنذاك وزير الدفاع فرحات الحرشاني. وهو ما أثار جدلا واسعا آنذاك.

### عضوية مجلس نواب الشعب
دخل راشد الخياري سباق الانتخابات التشريعية 2019 عن دائرة منوبة الانتخابية مُترأساً قائمة ائتلاف الكرامة في الدائرة. بلغت نسبة حضوره ومشاركته في التصويت حوالي 30% وهذه النسبة الضعيفة جاءت نتيجة الصراعات القضائية التي دخلها الخياري خلال مدته النيابية. في ديسمبر 2019، أعلن مغادرته كتلة ائتلاف الكرامة بالبرلمان ليصبح نائبا مستقلا.

#### تعليق عضويته
في 25 يوليو 2021، أصدر الرئيس التونسي قيس سعيد أمرا رئاسيا يقضي بتجميد البرلمان ورفع الحصانة عن جميع أعضاءه من بينهم راشد الخياري الذي رفض هذه الاجراءات ووصفها بالإنقلاب.

## قضية التمويلات الأجنبية للرئيس قيس سعيد

### اتهامات بالتحكم في القضاء
في مارس 2021، وتزامنا مع بدأ جمع توقيعات لتقديم لائحة جديدة لسحب الثقة من رئيس البرلمان راشد الغنوشي، اجتمع النائب المستقل راشد الخياري بنظيره بحزب التيار الديمقراطي (المقرب آنذاك من الرئيس قيس سعيد) محمد عمار، في منزل الأخير، ليقوم الخياري بتسجيل تصريحات زميله خلسة ثم القيام بنشرها. تضمنت هذه التسريبات، اتهاما لرئيس الجمهورية قيس سعيد، واعتباره يتحكم في القضاء ويسيطر عليه عبر زوجته القاضية. كما تحدث عن ابتزاز يمارس على كتلة «قلب تونس»، من أجل التصويت على سحب الثقة من راشد الغنوشي مقابل خروج القروي من السجن، موضحا أن قاضي التحقيق الذي أصدر بطاقة إيداع بالسجن في حق نبيل القروي، على علاقة بنادية عكاشة مستشارة رئيس الجمهورية. هذه التسجيلات أثارت ضجة بالبلاد في ظل تقارب يجمع نواب حزب التيار بالرئيس قيس سعيد. أطلق راشد الخياري على هذه التسريبات اسم «الغرف المظلمة» وأسس لها صفحة على موقع فيسبوك لنشر هذه التسريبات.

### فيديو «الحقائق المدوية»
في 19 أبريل 2021، ظهر راشد الخياري في بث مباشر على صفحته الرسمية بفيسبوك كشف فيه عن امتلاكه لوثائق تثبت تلقي حملة قيس سعيد الرئاسية لتمويلات أجنبية من جهات استخباراتية أمريكية. حيث اتهم الخياري رئيس الجمهورية قيس سعيد بالخيانة مؤكدا على أن «قيس سعيد تعامل مع المخابرات الامريكية التي دعمته بأموال كبيرة تصل إلى 5 مليون دولار لدعم حملته الانتخابية و ايصاله إلى سدة الحكم.» حسب قوله. وقال راشد الخياري ان «المخابرات الامريكية في ظل حكم ترامب تواصلت مع رئيس الجمهورية لمساعدته للوصول إلى الحكم :"مقابل العبث بالديمقراطية" مشيرا إلى ان هذه الأطراف الامريكية قررت الان فضح الامر الان بعد ان تخلى قيس سعيد عنهم و لجوئه إلى فرنسا.» كما دعى الخياري الهيئة العليا للانتخابات والنيابة العمومية للتحرك العاجل وفتح تحقيق في الغرض.
قالت السفارة الأمريكية بتونس في بيان لها، الأربعاء 21 ابريل 2021، إن «حكومة الولايات المتحدة لم تقدم أي تمويل كان لدعم حملة الرئيس قيس سعيّد الانتخابية 2019».

### ملاحقته قضائيا
لم تمر ساعات إلا وأعلن القضاء العسكري التونسي، صبيحة الثلاثاء 20 أبريل 2021، فتح تحقيق في تصريحات راشد الخياري، كما تم استدعاء فوزي الدعاس الذي نسب له الخياري إدارة الحملة الانتخابية لقيس سعيد والإشراف على تلقي التمويلات للتحقيق معه كشاهد في الاتهامات التي وجهها الخياري لسعيد. لكن سرعان ما انقلبت اتهامات الخياري عليه، حيث أصدر القضاء العسكري، بطاقة جلب في حقه بتهمة «التآمر على أمن الدولة وتحطيم معنويات الجيش والتخابر مع جهات أجنبية»، وفي نفس الوقت كانت قد تعهدت النيابة العمومية المدنية بالمحكمة الابتدائية بتونس بنفس القضية واعلنت فتح تحقيق في ملف تعلق بشبهة تلقي تمويلات اجنبية خلال الحملة الانتخابية لرئيس الجمهورية قيس سعيد. وبعد اعلان إصدار بطاقة الجلب في حقه، تمسك راشد الخياري بالحصانة البرلمانية ورفض المثول أمام القضاء العسكري. وفي 24 ابريل، أعلن الخياري عن تخلي القضاء العسكري عن القضية لصالح النيابة العمومية لعدم الإختصاص.

### القضية بعد 25 يوليو 2021
في 25 يوليو 2021، جُمّد البرلمان ورفعت الحصانة عن الخياري وتولى الرئيس قيس سعيد إدارة السلطتين التنفيذية والتشريعية. وفي 27 يوليو 2021، أعلن النائب المجمد راشد الخياري عن مداهمة قوات الأمن لمنزله ومنازل عدد من أقاربه بهدف إيقافه.
وفي 7 يناير 2022، ظهر راشد الخياري بعد اختفاءه عن الأنظار لأشهر، في فيديو نشره على صفحته بفيسبوك أعلن فيه تواجده خارج البلاد، كما أعرب من خلاله عن أمله في أن يعود إلى تونس قريبا بعد انتهاء ما أسماها ''الديكتاتورية والانقلاب"، مشيرا إلى أن «النيابة العمومية تحصلت على كل الأدلة التي تثبت صلة الصفحات الممولة بالحملة الانتخابية لرئيس الدولة قيس سعيّد». وشدّد الخياري على أن «تمسّك رئيس الجمهورية بالحصانة في قضية "التجاوزات الانتخابية" يثبت صحّة كلامه في قضية التمويلات الأجنبية».

### إيقافه
في 3 أغسطس 2022، أعلن المحامي مختار الجماعي في تدوينة له على صفحته بالفيسبوك إيقاف النائب بالبرلمان المنحل راشد الخياري.

### أحكام قضائية
- بتهمة «الإساءة إلى الغير عبر شبكات التواصل الاجتماعي»، قضت المحكمة الابتدائية بتونس، الاثنين 10 أكتوبر 2022، بالسجن مدّة 8 أشهر في حقّ النائب بالبرلمان «المنحل» راشد الخياري.[32][33]
- في 15 سبتمبر 2022، قررت المحكمة الابتدائية ببن عروس، قبول الإعتراض الذي قدمه الخياري على حكم غيابي سابق يقضي بحبسه سنتين والنزول بالعقاب إلى 6 أشهر سجن مع خطية مالية قدرها ألف دينار بعد شكاية تقدمت بها وزارة التربية ضد الأخير بسبب صور للتلاميذ كان قد نشرها من داخل معهد للمكفوفين ببن عروس.[34][35][36]